# Dionysios Zakythinos
Dionysios A. Zakythinos (in greco Διονύσιος Α. Ζακυθηνός?; Līxouri, 1905 – Atene, 18 gennaio 1993) è stato un bizantinista greco.

## Biografia
Zakythinos è nato a Cefalonia nel 1905. Dopo essersi laureato all'Università Nazionale Capodistriana di Atene nel 1927, frequentò la Sorbona, che all'epoca era un importante centro di studi bizantini con studiosi come Charles Diehl e Ferdinand Lot. La sua prima opera importante fu uno studio dettagliato sul despotato di Morea, pubblicato in francese (Le despotat grec de Morée (1262-1460)) in due volumi, uno nel 1932 e l'altro, ritardato dalla seconda guerra mondiale, nel 1953. Dal 1939 al 1970 ha insegnato Storia greca bizantina e moderna all'Università di Atene (tra i suoi studenti Angeliki Laiou, Nicolaos Oikonomides e Chryssa Maltezou), mentre nel 1937-1946 ha diretto l'Archivio di Stato greco. Insegnò anche storia greca moderna all'Università Panteion dal 1951 al 1965, fu vicepresidente della Fondazione nazionale ellenica per la ricerca nel 1958 e fu il primo direttore dell'Istituto di ricerca bizantina dalla sua fondazione nel 1960 al 1975. L'Accademia di Atene lo ha eletto membro a pieno titolo nel 1966 e Zakythinos ne è diventato presidente nel 1974. Zakythinos è stato anche Foreign Fellow della British Academy. Nel 1971-76 è stato presidente dell'Association Internationale des Études Byzantines (AIEB) e successivamente presidente onorario.
Zakythinos è stato anche brevemente ministro nel governo ad interim 1963-1964 del Primo Ministro Ioannis Paraskevopoulos, mentre dopo la caduta del Dittatura dei colonnelli è stato eletto al Parlamento ellenico nelle elezioni del novembre 1974, nella lista del partito conservatore Nuova Democrazia, rimanendo in carica fino al 1977. Morì il 18 gennaio 1993 ad Atene.